# Seniorenweltmeisterschaft im Schach

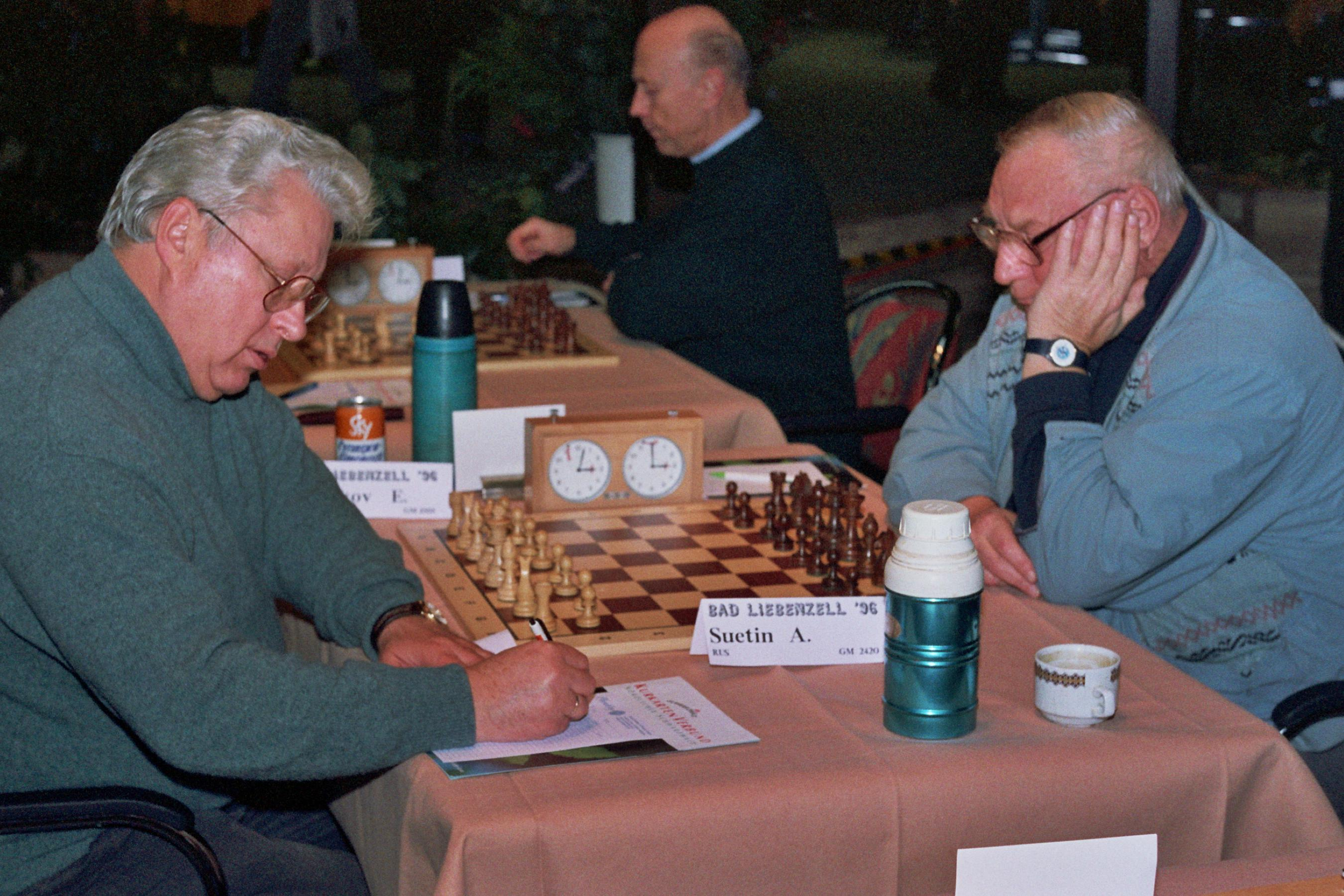
Drei Seniorenweltmeister am Brett: Jewgeni Wasjukow, Jānis Klovāns und Alexei Suetin (Bad Liebenzell 1996)

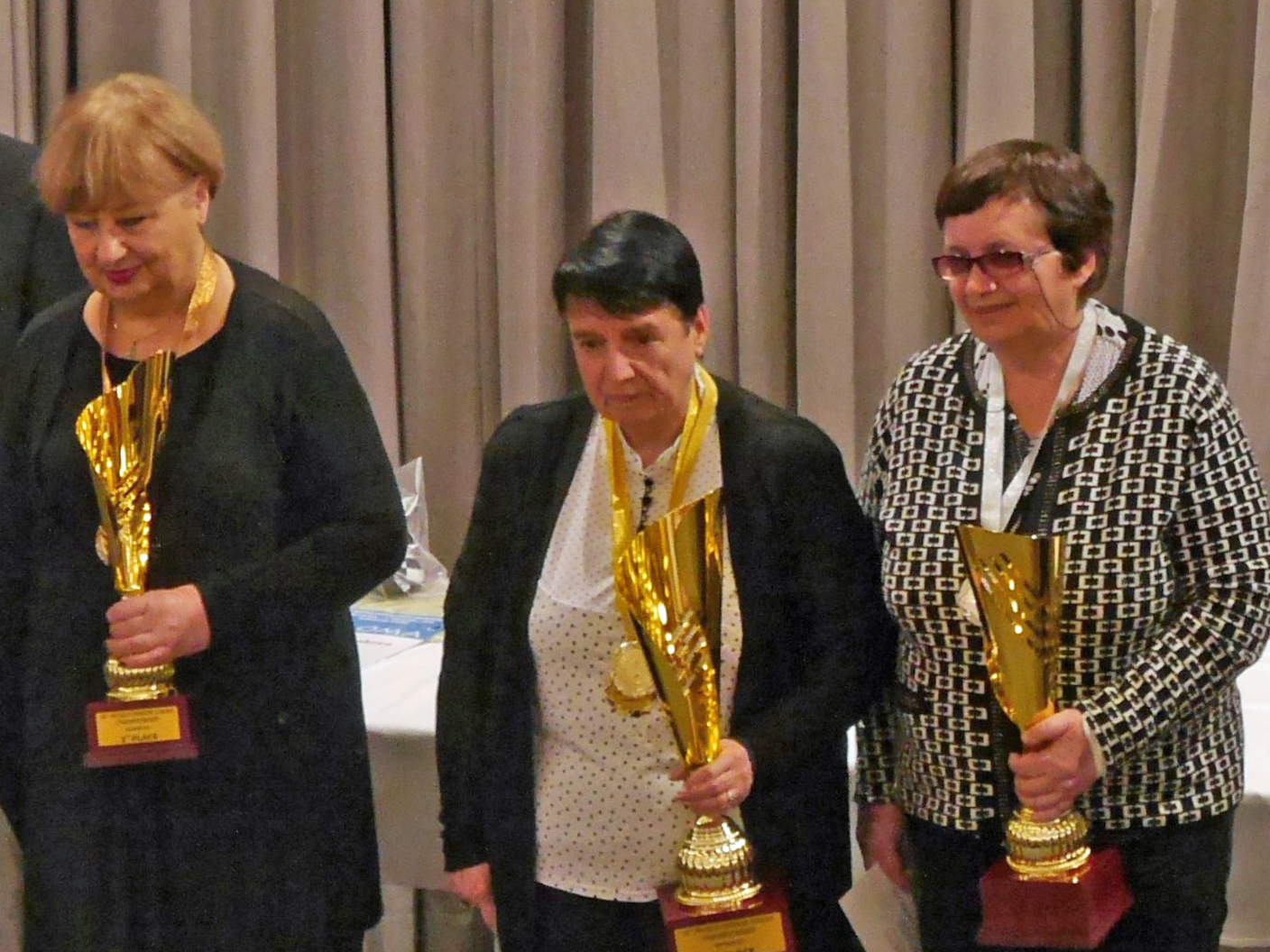
Weltmeisterinnen der Senioren: Tamar Chmiadaschwili (5 Mal), Nona Gaprindaschwili (5 Mal) und Jelena Fatalibekowa (3 Mal). Siegerehrung 2016 in Marienbad

Die Schachweltmeisterschaft der Senioren ist ein seit 1991 jährlich von der FIDE veranstaltetes Turnier. Es findet ein offenes Turnier (für beide Geschlechter) und ein Frauenturnier statt. Seit 2014 gibt es zwei Altersklassen. Der Seniorenweltmeister erhält den Titel „Großmeister“ bzw. „Weiblicher Großmeister“, sofern er ihn schon nicht hat.

## Geschichte
Die ersten Schachweltmeisterschaft der Senioren fand 1991 in Bad Wörishofen statt. Von den ersten neun Seniorenweltmeisterschaften fanden allein sieben in Deutschland statt und wurden von Reinhold Hoffmann (ChessOrg) organisiert. Er hatte den Wettbewerb ins Leben gerufen und ihm ist auch zu verdanken ist, dass der Seniorenweltmeister den Titel Großmeister bekommt.
Im Jahre 1997 erhielt Reinhold Hoffmann von Egon Ditt, dem damaligen Präsidenten des Deutschen Schachbundes, in Anerkennung seiner Verdienste um das Seniorenschach den Ehrenteller des Deutschen Schachbundes überreicht. 1998 wurde er mit der Verleihung des Bundesverdienstkreuzes geehrt. Im Juli 2006 erlag er einer schweren Krankheit.
Ältester Sieger (noch vor der Trennung in zwei Altersklassen) war Viktor Kortschnoi, der 2006 im Alter von 75 Jahren den Titel errang.

## Modus
Wie bei anderen Titelwettbewerben im Schach (Schachweltmeisterschaft, Schacholympiade, …) gibt es ein offenes Turnier für beide Geschlechter (an dem fast nur Männer teilnehmen) und ein reines Frauenturnier. Wenn die Zahl der Anmeldungen für ein separates Frauenturnier nicht reicht (wie bei der ersten WM im Jahr 1991), wird diese Trennung nicht vorgenommen; die beste Frau im gemeinsamen Turnier wird dann Weltmeisterin der Frauen. Analog wird bei den beiden Altersgruppen vorgegangen: Wenn nicht genügend Teilnehmer für beide Gruppen gemeldet sind (was beim Frauenturnier vorgekommen ist), spielten alle Jahrgänge ein gemeinsames Turnier und die besten jeder Altersgruppe gewinnen den Titel.
Bis zum Jahr 2013 war das Mindestalter 60 Jahre bei den Männern und 50 Jahre bei den Frauen (Stichtag 1. Januar des Spieljahres). Seit 2014 beträgt das Mindestalter 50 Jahre, außerdem wird eine weitere Weltmeisterschaft mit dem Mindestalter von 65 Jahren ausgetragen. Die Senioren-Weltmeisterschaft wird als offenes Turnier mit 11 Runden nach Schweizer System ausgetragen. Mit dem Titelgewinn ist seit 1997 bei den Männern die Verleihung des Großmeistertitels verbunden. Die Siegerin bei den Frauen erhält den Titel Woman Grand Master („Großmeisterin der Frauen“).

## Siegerliste

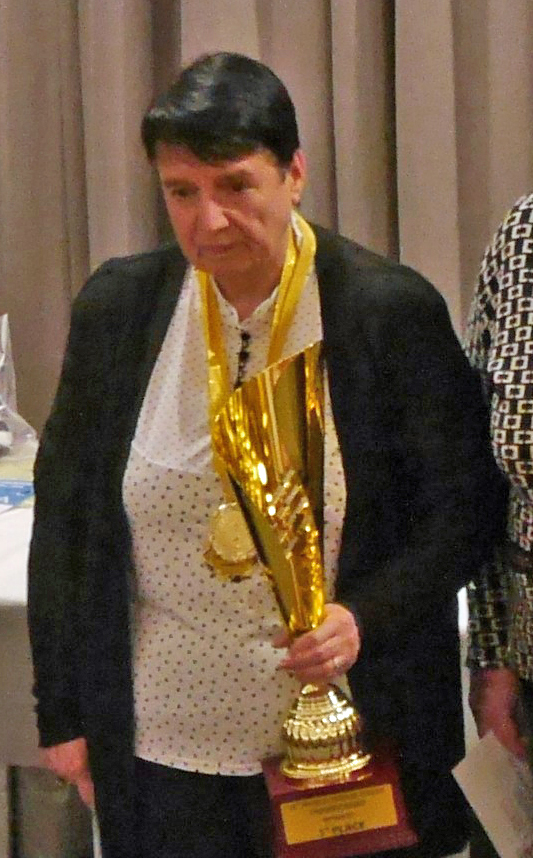
Nona Gaprindaschwili 2016 Siegerin Ü65
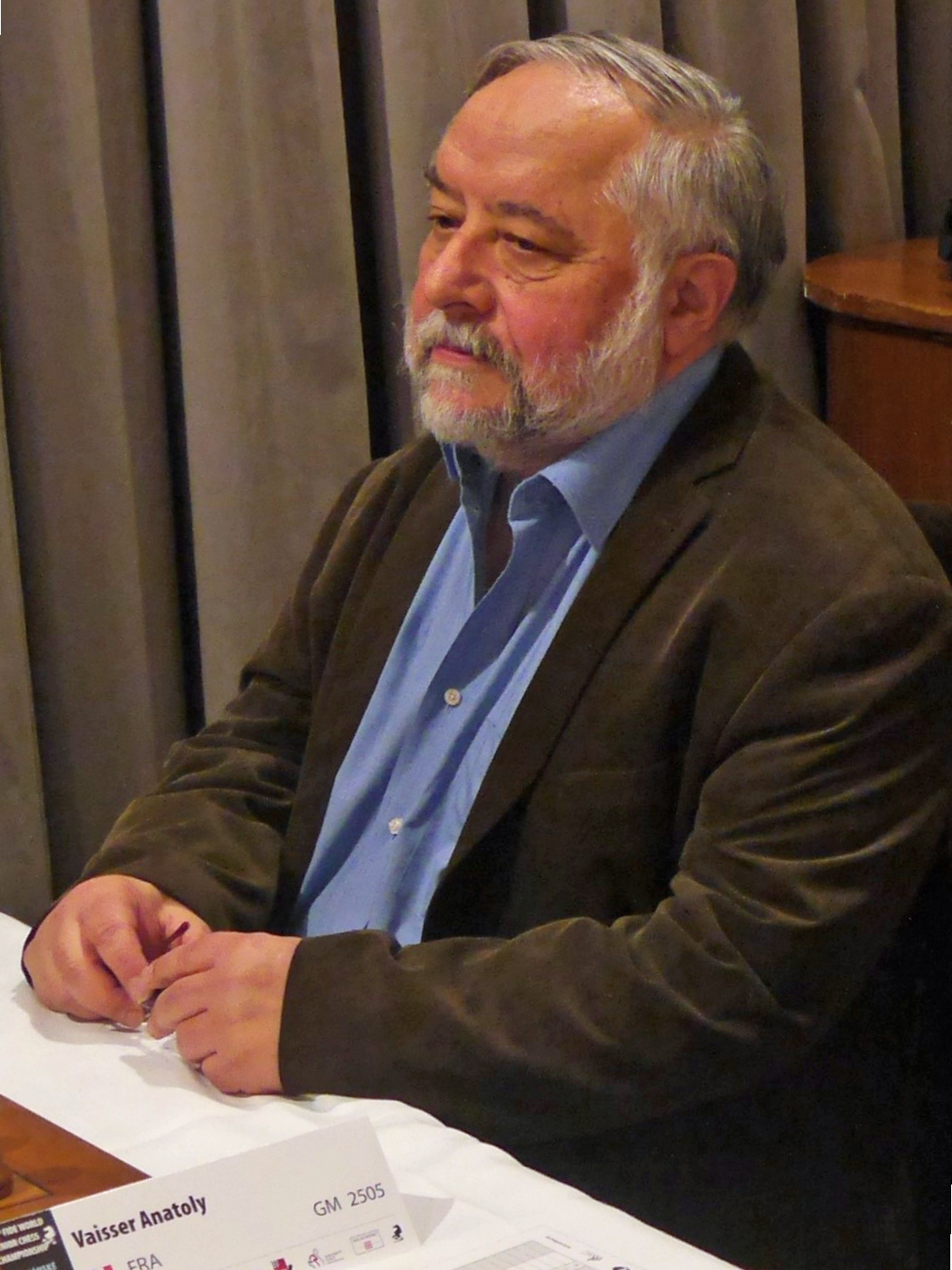
Anatoly Waisser, 2016 Sieger Ü65
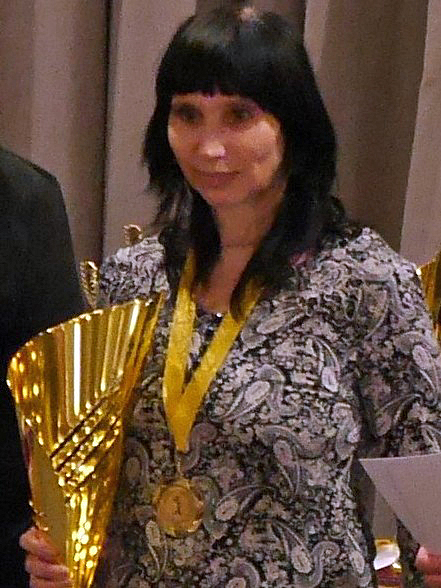
Tatjana Bugomil, 2016 Siegerin Ü50
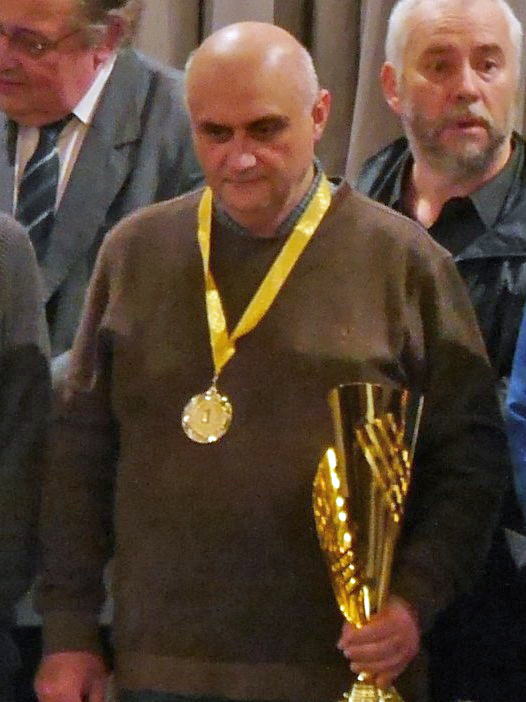
Giorgi Bagaturow, 2016 Sieger Ü50

| Jahr | Spielort           | Weltmeister                                                 | Weltmeisterin                                        |
| ---- | ------------------ | ----------------------------------------------------------- | ---------------------------------------------------- |
| 1991 | Bad Wörishofen     | Wassili Smyslow                                             | Éva Karakas                                          |
| 1992 | Bad Wörishofen     | Efim Geller                                                 | Éva Karakas                                          |
| 1993 | Bad Wildbad        | Mark Taimanow                                               | Tatjana Satulowskaja                                 |
| 1994 | Biel/Bienne        | Mark Taimanow                                               | Éva Karakas                                          |
| 1995 | Bad Liebenzell     | Jewgeni Wassjukow                                           | Nona Gaprindaschwili                                 |
| 1996 | Bad Liebenzell     | Alexei Suetin                                               | Walentina Koslowskaja                                |
| 1997 | Bad Wildbad        | Jānis Klovāns                                               | Tatjana Satulowskaja                                 |
| 1998 | Grieskirchen       | Wladimir Bagirow                                            | Tamar Chmiadaschwili                                 |
| 1999 | Gladenbach         | Jānis Klovāns                                               | Tamar Chmiadaschwili                                 |
| 2000 | Rowy               | Oleg Tschernikow                                            | Jelena Fatalibekowa                                  |
| 2001 | Arco               | Jānis Klovāns                                               | Jelena Fatalibekowa                                  |
| 2002 | Naumburg (Saale)   | Juzefs Petkēvičs                                            | Marta Litinskaja                                     |
| 2003 | Bad Zwischenahn    | Juri Schabanow                                              | Tamar Chmiadaschwili                                 |
| 2004 | Halle (Saale)      | Juri Schabanow                                              | Jelena Fatalibekowa                                  |
| 2005 | Lignano Sabbiadoro | Ljuben Spassow                                              | Ljudmila Saunina                                     |
| 2006 | Arvier             | Viktor Kortschnoi                                           | Ljudmila Saunina                                     |
| 2007 | Gmunden            | Algimantas Butnorius                                        | Hanna Ereńska-Barlo                                  |
| 2008 | Bad Zwischenahn    | Larry Kaufman und Mihai Șubă                                | Tamāra Vilerte                                       |
| 2009 | Condino            | Mišo Cebalo                                                 | Nona Gaprindaschwili                                 |
| 2010 | Arco               | Anatoli Waisser                                             | Tamar Chmiadaschwili                                 |
| 2011 | Rijeka             | Vladimir Okhotnik                                           | Galina Strutinskaja                                  |
| 2012 | Kamena Vourla      | Jens Kristiansen                                            | Galina Strutinskaja                                  |
| 2013 | Opatija            | Anatoli Waisser                                             | Jelena Ankudinowa                                    |
| 2014 | Katerini           | Surab Sturua (50+) Anatoli Waisser (65+)                    | Swetlana Mednikowa (50+) Nona Gaprindaschwili (65+)  |
| 2015 | Acqui Terme        | Predrag Nikolić (50+) Vladimir Okhotnik (65+)               | Galina Strutinskaja (50+) Nona Gaprindaschwili (65+) |
| 2016 | Marienbad          | Giorgi Bagaturow (50+) Anatoli Waisser (65+)                | Tatjana Bogumil (50+) Nona Gaprindaschwili (65+)     |
| 2017 | Acqui Terme        | Julio Ernesto Granda Zúñiga (50+) Jewgeni Sweschnikow (65+) | Elvira Berend (50+) Tamar Chmiadaschwili (65+)       |
| 2018 | Bled               | Karen Movsesjan (50+) Vlastimil Jansa (65+)                 | Elvira Berend (50+) Nona Gaprindaschwili (65+)       |
| 2019 | Bukarest           | Wadym Schyschkin (50+) Rafael Vaganian (65+)                | Elvira Berend (50+) Nona Gaprindaschwili (65+)       |
| 2022 | Assisi             | Surab Sturua (50+) John Nunn (65+)                          | Elvira Berend (50+) Nona Gaprindaschwili (65+)       |
| 2023 | Terrasini          | Michael Adams (50+) John Nunn (65+)                         | Mónica Calzetta Ruiz (50+) Galina Strutinskaja (65+) |
| 2024 | Porto Santo        | Alexander Shabalov (50+) Rainer Knaak (65+)                 | Masha Klinova (50+) Brigitte Burchardt (65+)         |